# Ovidiu (otok)
Ovidiu (rum. Insula Ovidiu) je mali otok smješten u jezeru Siutghiol, zapadno od Crnog mora. Otok je dio županije Constanța, Dobruja, Rumunjska. Nalazi se 500 metara od obale, u blizini grada Ovidiua i odmarališta Mamaia.

## Povijest
Otok je vapnenačkog sastava. Ovdje je car August protjerao pjesnika Publija Ovidija Nazoa (koji je živio između 43. pr. Kr. i 17. godine) 8. godine. Tijekom progonstva napisao je dva djela. Prema istraživanjima na otoku postoje tragovi ljudskih naselja još iz vremena Dačana, a najstarija naselja potječu iz paleolitika. Tijekom godina ovdje su pronađena naselja Geta, Skita i Grka.

## Vanjske poveznice
|  | Zajednički poslužitelj ima još gradiva o temi Ovidiu (otok) |